# Льюис, Оскар
Оскар Льюис, собственно Оскар Лефковиц (англ.  Oscar Lewis, Oscar Lefkowitz, 25 декабря 1914, Нью-Йорк — 16 декабря 1970, там же) — американский антрополог и этнолог.

## Биография
Сын раввина. Вырос на маленькой ферме под Нью-Йорком. Получил степень бакалавра истории в нью-йоркском Сити-колледже (1936), где познакомился со своей будущей женой и помощницей в работе Рут Маслоу (сестрой знаменитого — тоже в будущем — американского психолога). Не удовлетворенный учёбой на историческом факультете Колумбийского университета, после собеседования с Рут Бенедикт перешел на факультет антропологии и в 1940 году защитил там диссертацию о контактах индейцев-черноногих и белого населения (опубл. в 1942 году).
Преподавал в Бруклинском колледже, Университете Вашингтона в Сент-Луисе, содействовал открытию факультета антропологии в Иллинойсском университете.
Скончался от инфаркта.
Был женат на этнографе и соавторе Рут Маслоу Льюис (1916—2008), сестре психолога Абрахама Маслоу.

## Научные интересы и труды
Развивал биографический метод и подходы устной истории в полевых исследованиях. Ввел понятие «культура бедности», с помощью которого описал жизнь «цветных» обитателей городских трущоб. Стал знаменит после публикации книги о семействе мексиканских бедняков «Дети Санчеса» (1961). Книгу, вызвавшую резкое осуждение со стороны мексиканских властей, перевели на множество языков, перевод на французский получил в 1963 премию за лучшую иностранную книгу в двух номинациях, её заглавие стало нарицательным, а снятый по ней игровой фильм Холла Бартлетта с Долорес дель Рио и Энтони Куинном (1979, сценарий Чезаре Дзаваттини) приобрел огромную известность, был номинирован на Золотой глобус и на главный приз XI Московского МКФ ().

## Книги
- Эффекты контактов с белыми на культуру черноногих/ The effects of white contact upon Blackfoot culture (1942, переизд. 1966)
- Сельская жизнь в Северной Индии/ Village Life in Northern India (1958)
- Пять семей: исследования отдельных мексиканских примеров культуры бедности/ Five Families; Mexican Case Studies in the Culture of Poverty (1959)
- Tepoztlán, Village in Mexico (1960)
- Дети Санчеса, автобиография одной мексиканской семьи/ The Children of Sanchez, Autobiography of a Mexican Family (1961, только за 1960-е годы выдержала 4 переиздания)
- Педро Мартинес — мексиканский крестьянин и его семья/ Pedro Martinez — A Mexican Peasant and His Family (1964)
- La Vida: пуэрто-риканская семья и культура бедности/ La Vida; A Puerto Rican Family in the Culture of Poverty—San Juan and New York (1966, Национальная книжная премия США, 1967)
- A study of slum culture; backgrounds for La vida (1968)
- Смерть в семействе Санчеса/ A Death in the Sánchez Family (1969)
- Anthropological essays (1970)
- Four Men: Living the Revolution: An Oral History of Contemporary Cuba (1977, с соавторами)
- Four Women: Living the Revolution: An Oral History of Contemporary Cuba (1977)
- Neighbors: Living the Revolution: An Oral History of Contemporary Cuba (1978)